# Roll with It (Oasis)
Roll with It è una canzone della band inglese Oasis, scritta da Noel Gallagher. Lanciata come singolo il 14 agosto 1995, compare nell'album (What's the Story) Morning Glory?, uscito nell'ottobre successivo. Raggiunse la seconda posizione nella classifica britannica dei singoli.

## La battaglia del Britpop
L'uscita del singolo cominciò a ricevere molta attenzione quando la Food Records, l'etichetta discografica dei Blur, spostò la data di uscita del singolo Country House allo stesso giorno in cui era prevista la pubblicazione del singolo degli Oasis, innescando quella che è conosciuta come Band battle, "La battaglia delle band". I media avevano, in verità, già iniziato a segnalare un'intensa rivalità tra le due band, alla luce degli svariati attacchi verbali tra i membri dei due gruppi (in particolare quelli di Noel e Liam Gallagher contro Damon Albarn e Alex James).
Alla fine a spuntarla furono i Blur, con 274.000 copie vendute contro le 216.000 di Roll with It. L'entourage degli Oasis giustificò il dato con il minor prezzo di Country House (1,99 sterline contro 3,99) e con il fatto che le due diverse versioni del singolo dei Blur, con diverse b-side, avevano invogliato i fan a comprare entrambi i tipi di copie. All'epoca la Creation Records diede una spiegazione alternativa: il singolo dei Blur aveva venduto ufficialmente più copie perché, a causa di un problema con i codici a barre di Roll with It, non erano state registrate tutte le vendite del singolo degli Oasis.
In seguito la battaglia fu comunque vinta dalla band dei fratelli Gallagher, dato che il loro successivo album, (What's the Story) Morning Glory?, avrebbe venduto molto di più rispetto a quello dei Blur, The Great Escape.

## L'esibizione a Top of the Pops
Quando la band si esibì in playback sul palco del programma televisivo Top of the Pops i fratelli Gallagher, presentati da Robbie Williams, si scambiarono i posti: Noel cantava con il tamburello di Liam, il quale fingeva di suonare la chitarra del fratello, creando una simpatica gag. Noel iniziò a burlarsi anche del playback, rimanendo a volte con la bocca chiusa durante lo scorrimento delle parti cantate della canzone (è opinione diffusa che i fratelli Gallagher odiano esibirsi in playback, come testimonia, nel 2005, un medesimo atteggiamento durante un'esibizione di Lyla, sempre a Top of the Pops). Alla fine della performance Liam e Noel lasciarono il palco ridendo, quasi come se si stessero prendendo gioco del pubblico.

## Tracce
1. "Roll with It" - 4:00
2. "It's Better People" - 3:59
3. "Rockin' Chair" - 4:36
4. "Live Forever" (Live at Glastonbury '95) - 4:40

## Formazione
- Liam Gallagher – voce, tamburello
- Noel Gallagher – chitarra solista, chitarra acustica, cori
- Paul "Bonehead" Arthurs – chitarra ritmica
- Paul "Guigsy" McGuigan – basso
- Alan White – batteria, percussioni

## Classifiche
| Classifica (1995) | Posizione massima |
| ----------------- | ----------------- |
| Australia         | 48                |
| Europa            | 6                 |
| Finlandia         | 5                 |
| Irlanda           | 2                 |
| Norvegia          | 18                |
| Nuova Zelanda     | 17                |
| Regno Unito       | 2                 |
| Svezia            | 3                 |

## Curiosità
- Roll with It viene eseguita durante le partite casalinghe del Manchester City, dopo ogni partita.